# Waldemar Pabst
Ernst Julius Waldemar Pabst, född 24 december 1880 i Berlin, död 29 maj 1970 i Düsseldorf, var en tysk officer, politisk organisatör och vapenhandlare. Han gav 1919 order om morden på Rosa Luxemburg och Karl Liebknecht. Pabst arbetade i olika perioder i beröringspunkterna mellan den tyska armén, organisationer inom den politiska högern och vapenindustrin. Under tiden efter första världskriget var han förste generalstabsofficer för Garde-Kavallerie-Schützen-Division (GKSD) och deltog aktivt i Kappkuppen.

## Biografi

### Uppväxt och utbildning
Pabst föddes 1880 som son till Arthur Pabst, som var museichef för konsthantverksmuseet och historiska museet i Köln. Han studerade tillsammans med Franz von Papen, sedermera rikskansler, vid den preussiska huvudkadettskolan och erhöll 1899 sin officersfullmakt. Under första världskriget tjänstgjorde Pabst vid fronten i Belgien och deltog därefter i slaget vid Verdun. Från sommaren 1916 var han verksam vid generalstaben.

### Mordet på Karl Liebknecht och Rosa Luxemburg
Efter första världskriget och den tyska monarkins avskaffande i novemberrevolutionen 1918 deltog Pabst i nedslagandet av spartakistupproret i januari 1919, i egenskap av förste generalstabsofficer i Garde-Kavallerie-Schützen-Division, ett reguljärt större förband inom Preussens armé som frikårer senare rekryterade trupper från.
Efter slutet på gatustriderna tog kvällen den 15 januari ett medborgargarde från Wilmersdorf spartakistledarna Karl Liebknecht och Rosa Luxemburg, medgrundare av Tysklands kommunistiska parti, till fånga och förde dem till Eden-Hotel, där de överlämnades till Pabst. Han förhörde personligen båda fångarna och lät dem sedan misshandlas för att slutligen mördas av två vaktstyrkor bestående av officerare ur marinskvadronen, utan att någon dödsdom avkunnats – även om Pabst själv sedermera i en intervju med Spiegel 1962 använde termen "döma" och inte avrätta eller mörda. Någon konkret order från en behörig rättsinstans om att avrätta Luxemburg och Liebknecht hade dock inte utfärdats.
Efter Waldemar Pabsts död hittades en avskrift av ett brev från 1969, där han skriver:
| ”                | Det står klart att jag inte kunnat utföra aktionen utan medgivande från Noske – med Ebert i bakgrunden – och att jag var tvungen att skydda mina officerare. Men endast ytterst få människor har insett, varför jag aldrig anhållits eller åtalats. Jag har som en hederssak återgäldat det dåvarande SPD:s förhållningssätt, genom att i 50 år ha hållit tyst om vårt samarbete. | „ |
| – Waldemar Pabst | |   |

Pabst säger sig ha erhållit indirekt godkännande genom ett telefonsamtal på mordkvällen med den provisoriska regeringens ansvarige för armén och flottan Gustav Noske: "Han måste själv ta ansvar för vad som ska göras."
Redan i intervjun med Spiegel 1962 förklarade han att såväl Noske som generallöjtnant Heinrich von Hofmann var införstådda med hans dåd, och hävdade att Hofmann tackat honom.

### Yrkeskarriär och politisk verksamhet

#### Kuppförsöket i juli 1919
Under sommaren 1919 omfattade gardeskavalleriskyddskåren, som av Pabst utökats betydligt, tre divisioner med tillsammans omkring 40 000 man. Med dessa trupper ingrep Pabst i slutet av juni mot en generalstrejk bland järnvägsarbetarna i Berlinregionen som påbörjats 24 juni. Noske hade förbjudit strejken den 25 juni och i en order hotat med "användning av väpnat våld" och arrestering av strejkledarna.
Denna aktion mötte direkt öppet avståndstagande från många socialdemokratiska partifunktionärer och fackligt aktiva, varpå Noske, som fruktade en intern partikris, beordrade trupperna att dra sig tillbaka. Pabst anklagade Noske för att när det kom till kritan ändå vara en "partiman", och beslutade sig för att när nästa tillfälle erbjöds bryta med den parlamentariskt valda regeringen.
Pabsts förhållningssätt väckte visserligen sympati hos generalerna, men han fick inget understöd för en öppen militärkupp till följd av de oöverblickbara riskerna med den generalstrejk som troligen skulle följa på en kupp. Wilhelm Groener kallar i en dagboksanteckning från 9 juli 1919 Pabsts idéer för "dåraktiga" och bedömde att han drabbats av "totalt storhetsvansinne". Även försvarsministern Noske avböjde 5 juli ett öppet förslag från Pabst om att upprätta en militärdiktatur. Däremot kunde Pabst vinna över officerarna i gardeskavalleriskyddskåren, då dessa vid ett genomförande av den 28 juni undertecknade  Versaillesfredens villkor kunde räkna med att förlora sina anställningar. Officerskretsen enades den 12 juli om att avsätta regeringen och inrätta ett "direktorium", men var beredda att låta rikspresident Ebert sitta kvar på sin post. Pabst förberedde flera order, som bland annat skulle förbjuda strejker och alla typer av motståndshandlingar, till exempel genom att riva ner den nya regeringens proklamationer, och belägga sådana handlingar med dödsstraff.
Den 21 juli lät Pabst enheter från gardeskavalleriskyddskåren marschera mot Berlin. En stor USPD-demonstration samma dag skulle användas som förevändning för att ockupera staden. Genom ingripande av generalerna von Lüttwitz och Maercker avbröts operationen, efter att enstaka förband redan nått Berlins förorter. Denna avbrutna "Pabstkupp" kunde framgångsrikt tystas ned och var okänd för den breda offentligheten. Pabst ställdes varken till svars straffrättsligt eller arbetsrättsligt, utan skickades helt enkelt på "ledighet". Han avböjde ett erbjudande om en postering i Münster eller Stuttgart och beviljades istället i december 1919 frivilligt avsked från armén, dock utan att som brukligt behålla sin rang som major.

#### Weimarrepublikenochaustrofascismen
År 1920 var Pabst djupt inblandad i den högerextrema Kappkuppen. Kuppen förbereddes av Nationale Vereinigung, som leddes av Pabst. När kuppen misslyckades, till följd av en generalstrejk, gick Pabst i exil i Innsbruck i Österrike. Pabst åtalades efter kuppen och försvarades av Fritz Grünspach, som även framgångsrikt försvarat de åtalade i krigsrätten efter morden på Karl Liebknecht och Rosa Luxemburg.
I Österrike blev han medlem av den fascistiska milisen Heimwehr, där han snart blev stabschef. Han blev nära vän med milisens finansiär, "patronkungen" Fritz Mandl. I denna roll finansierades Pabst även av olika tyska storindustrialister, bland dessa Hugo Stinnes, Ottmar E. Strauss och Otto Wolff. 
Gustav Stresemann, som utpressades av Pabst kring deras samarbete åren 1918–1919, arbetade för Pabsts amnesti och försåg honom i egenskap av agent i Österrike med frikostiga ersättningar ur hemliga fondmedel. Efter att Adolf Hitler genomfört den misslyckade Ölkällarkuppen i München 8–9 november 1923 tog Pabst emot den skadade kuppmakaren Hermann Göring och byggde en nära vänskap med Göring i egenskap av dennes värd.
Samtidigt samarbetade han med fascisterna i Italien, som han flera gånger besökte. Han spelade en avgörande roll i undertryckandet av generalstrejken i samband med julirevolten 1927 i Wien.
Pabst utvisades från Österrike år 1930, reste dock under en tid fram och tillbaka mellan Österrike och Tyskland och slog sig först 1931 ned i Berlin som direktör på Rheinmetall och i nära samarbete med sin chef generaldirektören Hans Eltze. Samma år bjöds han in av Adolf Hitler till Obersalzberg för ett jobb som "politisk organisationschef", men Pabst tackade nej. Pabst såg sig själv som "konservativ", medan Hitler i hans ögon var "socialist". Han anslöt sig istället till den österrikiske teoretikern Othmar Spanns idéer om ståndsstaten och den italienska fascismen, som han föredrog framför NSDAP.
Under denna period fungerade han även som Heimwehrs inofficielle ambassadör i Berlin. Tillsammans med Fritz Mandl organiserade han ett möte mellan Heimwehrs chef Starhemberg och olika medlemmar av den högerextrema paraplyorganisationen Harzburgfronten, inklusive Hitler. Vid ett besök i Wien uttalade han sig för idén om en kontrarevolutionär regering i Österrike, som skulle öka det ekonomiska samarbetet med Italien och Ungern för att skapa en Wien-Budapest-Rom-axel.
Pabst viktigaste aktivitet under åren mellan 1931 och 1933 var att grunda och leda Gesellschaft zum Studium des Faschismus (GSF), en klubb för den högerextrema politiska eliten som hade som mål att skapa en fascistisk diktatur enligt italiensk förebild. Till denna värvade han förutom Göring även ytterligare nazister som Walther Funk och Hans Frank, samt medlemmar av det nationalkonservativa DNVP, Stahlhelm och ledande industriorganisationer.

#### Nazismen
Pabst häktades i samband med de "långa knivarnas natt", men släpptes tack vare intensiva påtryckningar från gamla vänner som Wilhelm Canaris och medlemmar av GSF, som utverkade att han efter sex veckor släpptes. Framförallt genom Hermann Görings hjälp kunde Pabst till och med få ett skriftligt återupprättande.
Efter "utrensningen" inom Sturmabteilung ägnade sig Pabst i allt mindre grad åt direkt politisk aktivitet och ägnade sig tillsammans med Hans Eltze alltmer åt vapenexporten, tills han slutligen startade en egen exportfirma. I juni 1938 arbetade han tillsammans med general Georg Thomas på Wehrwirtschafts- und Rüstungsamt och blev under en kortare tid dennes förste stabsofficer.
År 1939 inkallades han men avskedades åter 1940, enligt egna uppgifter på grund av att han sågs som en statsfiende. Med avgångsvederlaget som han fick från Rheinmetall-Borsig köpte han en export- och importfirma, Sfindex, där han ägnade sig åt att köpa in rustningsmaterial och maskiner från Schweiz och andra neutrala länder för Wehrmachts räkning. Tre år senare utvandrade han till Schweiz, då han var rädd för att arresteras av Gestapo. Här bedrev han näringslivsspionage för tyska Abwehr och stod samtidigt i kontakt med den amerikanske OSS-toppagenten i Genève, Allen Dulles, som sedermera blev CIA-chef.
I Schweiz arbetade han för vapenfabriken Solothurn, som hade grundats av Eltze och Mandl på 1920-talet. Fabriken hade som uppgift att exportera vapen på uppdrag av och som ett dotterbolag till Rheinmetall, så länge Rheinmetall var förbjudet att göra detta enligt Versaillesfredens bestämmelser. Eltze utvandrade dock till Tyskland 1933 och Mandl till Argentina 1938. Båda använde Pabst som nyckelperson och representant på plats i Solothurn. 

#### I Västtyskland
Först 1955 återvände Pabst till Düsseldorf, där han fortfarande under lång tid bedrev vapenhandel. Under efterkrigstiden hade han emellanåt beskydd av Bundeswehröversten Achim Oster, sonen till Pabsts vän general Hans Oster som avrättats av Gestapo. Achim Oster, som var högt uppsatt inom en föregångarorganisation till Militärischer Abschirmdienst (MAD), åberopade Pabsts "förtjänster" vid mordet  på Rosa Luxemburg, för att motivera sina krav på Bundeswehr. I bulletinen från Tysklands förbundsregerings press- och informationskontor den 8 februari 1962 betecknades morden på Liebknecht och Luxemburg som "arkebusering enligt krigslagarna" (standrechtliche Erschießung). Pabst hade enligt bulletinen beslutat om denna, fast övertygad om att han därigenom "skulle avsluta inbördeskriget och rädda Tyskland från kommunismen." Pabsts efterlämnade dokument finns idag i Bundesarchiv.